# Teoria dos buracos
A teoria dos buracos ou mar de Dirac (hole theory ou Dirac sea na designação em inglês), foi uma proposta de Paul Dirac para explicar as consequências físicas das soluções de sua equação (ver teoria quântica de campos (TQC), prevendo a existência de antipartículas).
Ele é um modelo teórico do vácuo que será considerado como um mar infinito de partículas com energia negativa. Dirac o desenvolveu em 1930 para tentar explicar o quantum anômala estados com energia negativa prevista pela equação de Dirac para elétrons relativísticos. Antes da sua descoberta experimental em 1932, o pósitron, a antipartícula do elétron, foi originalmente concebido como uma lacuna (ou "buraco") no mar de Dirac.

## Origens
As origens do mar de Dirac estão no espectro de energia da equação de Dirac, uma extensão da equação de Schrödinger que é consistente com a relatividade especial, que Dirac havia formulado em 1928. Embora a equação tenha sido extremamente bem-sucedida na descrição da dinâmica eletrônica, ela possui uma característica bastante peculiar: para cada estado quântico que possui uma energia positiva E, há um estado correspondente com energia -E. Esta não é uma grande dificuldade quando um elétron isolado é considerado, porque sua energia é conservada e os elétrons de energia negativa podem ser deixados de fora. No entanto, surgem dificuldades quando os efeitos do campo eletromagnético são considerados, porque um elétron de energia positiva seria capaz de liberar energia emitindo continuamente fótons, um processo que poderia continuar sem limite à medida que o elétron desce para estados de energia mais baixos e mais baixos. Elétrons reais claramente não se comportam dessa maneira. 
A solução de Dirac para isso foi recorrer ao princípio de exclusão de Pauli. Os elétrons são férmions e obedecem ao princípio de exclusão, o que significa que dois elétrons não podem compartilhar um único estado de energia dentro de um átomo. Dirac formulou a hipótese de que o que pensamos ser o "vácuo" é, na verdade, o estado em que todos os estados de energia negativa são preenchidos e nenhum dos estados de energia positiva. Portanto, se quisermos introduzir um único elétron, teríamos que colocá-lo em um estado de energia positiva, pois todos os estados de energia negativa estão ocupados. Além disso, mesmo se o elétron perder energia emitindo fótons, seria proibido cair abaixo da energia zero.
Dirac também apontou que uma situação pode existir na qual todos os estados de energia negativa estão ocupados, exceto um. Esse "buraco" no mar de elétrons de energia negativa responderia aos campos elétricos como se fosse uma partícula carregada positivamente. Inicialmente, Dirac identificou esse buraco como um próton. No entanto, Robert Oppenheimer apontou que um elétron e seu buraco seriam capazes de se aniquilar, liberando energia na ordem da energia do resto do elétron na forma de fótons energéticos; se buracos fossem prótons, átomos estáveis não existiriam.Hermann Weyl também observou que um buraco deve agir como se tivesse a mesma massa de um elétron, enquanto o próton é cerca de duas mil vezes mais pesado. A questão foi finalmente resolvida em 1932, quando o pósitron foi descoberto por Carl Anderson, com todas as propriedades físicas previstas para o buraco de Dirac.

## Deselegância do mar de Dirac
Apesar de seu sucesso, a ideia do mar de Dirac tende a não impressionar as pessoas como muito elegantes. A existência do mar implica uma carga elétrica negativa infinita que preenche todo o espaço. Para fazer algum sentido disso, é preciso supor que o "vácuo vazio" deve ter uma densidade de carga positiva infinita que é exatamente cancelada pelo mar de Dirac. Como a densidade de energia absoluta é inobservável - a constante cosmológica de lado - a densidade de energia infinita do vácuo não representa um problema. Apenas mudanças na densidade de energia são observáveis. Geoffrey A. Landis em Ondulações no mar de Dirac também observa que a exclusão de Pauli não significa definitivamente que um mar cheio de Dirac não pode aceitar mais elétrons, uma vez que, como Hilbert elucidou, um mar de infinita extensão pode aceitar novas partículas, mesmo que seja preenchido. Isso acontece quando temos uma anomalia quiral e um calibre de instanton.
O desenvolvimento da TQC na década de 1930 tornou possível reformular a equação de Dirac de uma maneira que trata o pósitron como uma partícula "real" em vez da ausência de uma partícula, e torna o vácuo o estado no qual não existem partículas em vez de um infinito mar de partículas. Esta imagem é muito mais convincente, especialmente porque recaptura todas as previsões válidas do mar de Dirac, como a aniquilação elétron-pósitron. Por outro lado, a formulação de campo não elimina todas as dificuldades levantadas pelo mar de Dirac; em particular o problema do vácuo que possui energia infinita.

## Interpretação moderna
A interpretação do mar de Dirac e a interpretação moderna de TQC estão relacionadas com o que pode ser pensado como uma transformação muito simples de Bogoliubov, uma identificação entre os operadores de criação e aniquilação de duas diferentes teorias de campo livre. Na interpretação moderna, o campo operador para um spinor de Dirac é uma soma de operadores de criação e operadores de aniquilação, em uma notação esquemática:

{\displaystyle \psi (x)=\sum a^{\nmid }(k)e^{ikx}+a(k)e^{-ikx}}
Um operador com frequência negativa reduz a energia de qualquer estado em uma quantidade proporcional à frequência, enquanto operadores com frequência positiva aumentam a energia de qualquer estado.
Na interpretação moderna, os operadores de frequência positiva adicionam uma partícula de energia positiva, adicionando energia, enquanto os operadores de frequência negativa aniquilam uma partícula de energia positiva e diminuem a energia. Para um campo Fermiônico, o operador de criação dá zero quando o estado com momento k já está preenchido, enquanto o operador de aniquilação dá zero quando o estado com momento k está vazio.
Mas, então, é possível reinterpretar o operador de aniquilação como um operador de criação de uma partícula de energia negativa. Ele ainda diminui a energia do vácuo, mas, desse ponto de vista, faz isso criando um objeto de energia negativa. Essa reinterpretação afeta apenas a filosofia. Para reproduzir as regras para quando a aniquilação no vácuo der zero, a noção de "vazio" e "preenchido" deve ser revertida para os estados de energia negativa.
Em vez de estados sem antipartículas, esses estados já estão preenchidos com uma partícula de energia negativa. 

O preço é que existe uma não-uniformidade em certas expressões, porque substituir a aniquilação pela criação adiciona uma constante ao número de partículas de energia negativa. O operador numérico para um campo de Fermi é:

{\displaystyle N=a^{\nmid }a=1-aa^{\nmid }} 

o que significa que se alguém substituir N por 1-N por estados de energia negativa, haverá uma mudança constante em quantidades como a energia e a densidade de carga, quantidades que contam o número total de partículas. A constante infinita dá ao mar de Dirac uma energia infinita e densidade de carga. A densidade de carga de vácuo deve ser zero, já que o vácuo é invariante de Lorentz, mas isso é artificial para se organizar na imagem de Dirac. A maneira como isso é feito é passar para a interpretação moderna.
A ideia de Dirac é mais diretamente aplicável à física do estado sólido, onde a banda de valência em um sólido pode ser considerada como um "mar" de elétrons. De fato, os buracos neste mar ocorrem e são extremamente importantes para entender os efeitos dos semicondutores, embora eles nunca sejam referidos como "pósitrons". Ao contrário da física de partículas, existe uma carga positiva subjacente - a carga da rede iônica - que cancela a carga elétrica do mar. 

## Reavivamento na teoria dos sistemas de férmions causais
O conceito original de Dirac de um mar de partículas foi revivido na teoria dos sistemas de férmions causais, uma proposta recente para uma teoria física unificada. Nessa abordagem, os problemas da energia infinita do vácuo e da densidade de carga infinita do mar de Dirac desaparecem porque essas divergências desaparecem das equações físicas formuladas por meio do princípio da ação causal. Estas equações não requerem um espaço-tempo preexistente, tornando possível perceber o conceito de que o espaço-tempo e todas as estruturas nele existentes surgem como resultado da interação coletiva dos estados do mar entre si e com as partículas adicionais e "buracos" no mar.